# Ángel Falzón
Ángel Julino Falzón OFM (ur. 15 października 1957 w Naxxar) – maltański duchowny rzymskokatolicki działający w Hondurasie, biskup Comayagua od 2024. 

## Życiorys
Święcenia kapłańskie przyjął 7 lipca 1985 w zakonie franciszkanów. Po święceniach wyjechał do Hondurasu i został wikariuszem w parafii w La Libertad, a w 1990 został proboszczem parafii w Aguanqueterique i w La Paz.
14 maja 2024 papież Franciszek mianował go biskupem diecezji Comayagua. 29 czerwca 2024 otrzymał święcenia biskupie. Udzielił mu ich biskup José Bonello.